# Domitia Lepida Minor
Domitia Lepida Minor (5 př. n. l. – 54) byla mladší dcerou konzula Lucia Domitia Ahenobarba a Antonie Major. Její sestrou byla Domitia Lepida Major a bratrem Gnaeus Domitius Ahenobarbus, otec císaře Nera. Byla praneteří císaře Augusta, vnučkou Octavie Minor a triumvira Marka Antonia, druhou sestřenicí císaře Caliguly, sestřenicí a tchyní císaře Claudia a tetou císaře Nera. Lepida byla krásná a vlivná žena. Jako její sestra, také ona byla velmi bohatá. Měla finanční podíl v Kalábrii a vlastnila praedia Lepidiana.
Lepida se třikrát provdala. Jejím prvním manželem byl její bratranec Marcus Valerius Messala Barbatus. Vzali se pravděpodobně kolem roku 15 n. l. Měli spolu dceru Valeriu Messalinu, která se stala třetí manželkou císaře Claudia a císařovnou. Barbatus zemřel kolem roku 20 nebo 21, krátce po narození Messaliny. Lepidiným druhým manželem byl Faustus Cornelius Sulla Lucullus, consul suffectus v roce 31, potomek římského diktátora Sully. Jejich syn Faustus Cornelius Sulla Felix, narozený asi roku 22, se později oženil s Claudiou Antonií, dcerou císaře Claudia z jeho druhého manželství s Aelií Paetinou. Faustus Cornelius Sulla Felix zemřel v roce 62.
Na počátku Claudiovy vlády se ovdovělá Lepida znovu provdala za Appia Junia Silana. V následujícím roce (42 n. l.) byl Silanus zavražděn Claudiem, údajně kvůli tomu, že se snažil Claudia zavraždit, ale kolovaly zvěsti, že se ho Messalina chtěla zbavit poté, co se postavil proti ní.
Lepida byla babičkou Messalininých dětí, Claudie Octavie (nevlastní sestra a první manželka císaře Nera) a Britannica. V roce 48 byla Messalina na příkaz Claudia popravena, kvůli jejímu falešnému manželství s milencem Gaiem Siliem. Během Messalinina vrcholu se s ní Lepida přela a odloučily se (především po popravě Appia Silana). V Messalinině poslední hodině v zahradě Lucullus však stála Lepida po dceřině boku a dodávala ji odvahu na konci života. Poté, co byla Messalina bodnuta důstojníkovou dýkou, bylo její těla odevzdáno Lepidě.
Lepidina bývalá švagrová Agrippina mladší se v roce 49 stala Claudivou novou manželkou. Agrippina ze žárlivosti nařídila Lepidinu popravu, což bylo krátce před Claudiovou smrtí, po níž se stal císařem Nero. Agrippina si myslela, že Lepida využije svého vlivu na Nera, aby se obrátil proti své matce.
Domitia Lepida byla v roce 1976 ztvárněna britskou herečkou Moirou Redmond v televizním seriálu Já, Claudius.